# Gare de Bilopillia
La gare de Bilopillia (ukrainien : Білопілля (станція)) est une gare ferroviaire située en Ukraine.

## Situation ferroviaire
La gare est à cinq kilomètres de celle de Vorojba, à six kilomètres de celle de Torokhtyanyi.